# Colombia Open 2015 - Qualificazioni singolare
Le qualificazioni del singolare  del Colombia Open 2015 sono state un torneo di tennis preliminare per accedere alla fase finale della manifestazione. I vincitori dell'ultimo turno sono entrati di diritto nel tabellone principale. In caso di ritiro di uno o più giocatori aventi diritto a questi sono subentrati i lucky loser, ossia i giocatori che hanno perso nell'ultimo turno ma che avevano una classifica più alta rispetto agli altri partecipanti che avevano comunque perso nel turno finale.

## Teste di serie
1. Matthew Ebden (qualificato)
2. Alexander Sarkissian (qualificato)
3. Andrés Molteni (secondo turno)
4. Marco Chiudinelli (secondo turno)

1. Juan Ignacio Londero (ultimo turno)
2. Eduardo Struvay (secondo turno)
3. Kevin King (ultimo turno)
4. Facundo Mena (ultimo turno)

## Qualificati
1. Matthew Ebden
2. Alexander Sarkissian

1. Alejandro Gómez
2. Marcelo Demoliner

## Tabellone

### Legenda
| - Q = Qualificato - WC = Wild card - LL = Lucky loser | - ALT = Alternate - SE = Special Exempt - PR = Protected Ranking | - w/o = Walkover - r = Ritirato - d = Squalificato |

### Sezione 1
|  | Primo turno | Primo turno              | Primo turno              | Primo turno | Primo turno |  |  | Secondo turno | Secondo turno        | Secondo turno | Secondo turno        | Secondo turno        |    |    | Ultimo turno | Ultimo turno  | Ultimo turno  | Ultimo turno | Ultimo turno |  |
|  |             |                          |                          |             |             |  |  |               |                      |               |                      |                      |    |    |              |               |               |              |              |  |
|  |             |                          |                          |             |             |  |  |               |                      |               |                      |                      |    |    |              |               |               |              |              |  |
|  |             |                          |                          |             |             |  |  | 1             | Matthew Ebden        | 4             | 6                    | 6                    |    |    |              |               |               |              |              |  |
|  |             | Alejandro Mendoza        | Alejandro Mendoza        | 4           | 4           |  |  |               | Colin Fleming        | 6             | 2                    | 3                    |    |    |              |               |               |              |              |  |
|  |             | Colin Fleming            | Colin Fleming            | 6           | 6           |  |  |               |                      |               |                      |                      |    |    | 1            | Matthew Ebden | Matthew Ebden | 7            | 7            |  |
|  |             | Juan Sebastián Gómez     | Juan Sebastián Gómez     | 6           | 6           |  |  |               |                      |               | Juan Sebastián Gómez | Juan Sebastián Gómez | 62 | 67 |              |               |               |              |              |  |
|  | WC          | Juan José Mateus Rubiano | Juan José Mateus Rubiano | 2           | 1           |  |  |               | Juan Sebastián Gómez | 0             | 7                    | 6                    |    |    |              |               |               |              |              |  |
|  |             | Daniel Mora              | Daniel Mora              | 2           | 4           |  |  | 6             | Eduardo Struvay      | 6             | 5                    | 4                    |    |    |              |               |               |              |              |  |
|  | 6           | Eduardo Struvay          | Eduardo Struvay          | 6           | 6           |  |  |               |                      |               |                      |                      |    |    |              |               |               |              |              |  |

### Sezione 2
|  | Primo turno | Primo turno               | Primo turno               | Primo turno | Primo turno |  |  | Secondo turno | Secondo turno        | Secondo turno        | Secondo turno | Secondo turno |   |   | Ultimo turno | Ultimo turno         | Ultimo turno         | Ultimo turno | Ultimo turno |  |
|  |             |                           |                           |             |             |  |  |               |                      |                      |               |               |   |   |              |                      |                      |              |              |  |
|  |             |                           |                           |             |             |  |  |               |                      |                      |               |               |   |   |              |                      |                      |              |              |  |
|  |             |                           |                           |             |             |  |  | 2             | Alexander Sarkissian | Alexander Sarkissian | 6             | 6             |   |   |              |                      |                      |              |              |  |
|  | WC          | Rodrigo Echeverría        | 6                         | 5           | 3           |  |  |               | Juan Montes          | Juan Montes          | 0             | 3             |   |   |              |                      |                      |              |              |  |
|  |             | Juan Montes               | 4                         | 7           | 6           |  |  |               |                      |                      |               |               |   |   | 2            | Alexander Sarkissian | Alexander Sarkissian | 6            | 6            |  |
|  |             | Camilo Andrés Erazo       | Camilo Andrés Erazo       | 1           | 4           |  |  |               |                      | 8                    | Facundo Mena  | Facundo Mena  | 3 | 1 |              |                      |                      |              |              |  |
|  |             | Michael Quintero          | Michael Quintero          | 6           | 6           |  |  |               | Michael Quintero     | Michael Quintero     | 3             | 2             |   |   |              |                      |                      |              |              |  |
|  |             | Mateo Andrés Ruíz Naranjo | Mateo Andrés Ruíz Naranjo | 1           | 3           |  |  | 8             | Facundo Mena         | Facundo Mena         | 6             | 6             |   |   |              |                      |                      |              |              |  |
|  | 8           | Facundo Mena              | Facundo Mena              | 6           | 6           |  |  |               |                      |                      |               |               |   |   |              |                      |                      |              |              |  |

### Sezione 3
|  | Primo turno | Primo turno          | Primo turno          | Primo turno | Primo turno |  |  | Secondo turno | Secondo turno        | Secondo turno        | Secondo turno        | Secondo turno        |   |   | Ultimo turno | Ultimo turno    | Ultimo turno    | Ultimo turno | Ultimo turno |  |
|  |             |                      |                      |             |             |  |  |               |                      |                      |                      |                      |   |   |              |                 |                 |              |              |  |
|  |             |                      |                      |             |             |  |  |               |                      |                      |                      |                      |   |   |              |                 |                 |              |              |  |
|  |             |                      |                      |             |             |  |  | 3             | Andrés Molteni       | 69                   | 7                    | 5                    |   |   |              |                 |                 |              |              |  |
|  |             | Felipe Rojas         | Felipe Rojas         | 5           | 3           |  |  |               | Alejandro Gómez      | 7                    | 63                   | 7                    |   |   |              |                 |                 |              |              |  |
|  |             | Alejandro Gómez      | Alejandro Gómez      | 7           | 6           |  |  |               |                      |                      |                      |                      |   |   |              | Alejandro Gómez | Alejandro Gómez | 6            | 6            |  |
|  |             | Matwé Middelkoop     | Matwé Middelkoop     | 64          | 3           |  |  |               |                      | 5                    | Juan Ignacio Londero | Juan Ignacio Londero | 4 | 2 |              |                 |                 |              |              |  |
|  |             | Carlos Salamanca     | Carlos Salamanca     | 7           | 6           |  |  |               | Carlos Salamanca     | Carlos Salamanca     | 4                    | 2                    |   |   |              |                 |                 |              |              |  |
|  | WC          | Manuel Sánchez       | Manuel Sánchez       | 2           | 4           |  |  | 5             | Juan Ignacio Londero | Juan Ignacio Londero | 6                    | 6                    |   |   |              |                 |                 |              |              |  |
|  | 5           | Juan Ignacio Londero | Juan Ignacio Londero | 6           | 6           |  |  |               |                      |                      |                      |                      |   |   |              |                 |                 |              |              |  |

### Sezione 4
|  | Primo turno | Primo turno           | Primo turno          | Primo turno | Primo turno |  |  | Secondo turno | Secondo turno     | Secondo turno     | Secondo turno | Secondo turno |   |   | Ultimo turno | Ultimo turno      | Ultimo turno      | Ultimo turno | Ultimo turno |  |
|  |             |                       |                      |             |             |  |  |               |                   |                   |               |               |   |   |              |                   |                   |              |              |  |
|  | 4           | Marco Chiudinelli     | Marco Chiudinelli    | 6           | 6           |  |  |               |                   |                   |               |               |   |   |              |                   |                   |              |              |  |
|  | WC          | Ricardo Pabón Cuesta  | Ricardo Pabón Cuesta | 1           | 4           |  |  | 4             | Marco Chiudinelli | Marco Chiudinelli | 4             | 4             |   |   |              |                   |                   |              |              |  |
|  |             | Marcelo Demoliner     | 3                    | 6           | 6           |  |  |               | Marcelo Demoliner | Marcelo Demoliner | 6             | 6             |   |   |              |                   |                   |              |              |  |
|  |             | Jesús Francisco Félix | 6                    | 0           | 0           |  |  |               |                   |                   |               |               |   |   |              | Marcelo Demoliner | Marcelo Demoliner | 6            | 6            |  |
|  |             | Wesley Koolhof        | Wesley Koolhof       | 3           | 65          |  |  |               |                   | 7                 | Kevin King    | Kevin King    | 4 | 4 |              |                   |                   |              |              |  |
|  |             | Chris Guccione        | Chris Guccione       | 6           | 7           |  |  |               | Chris Guccione    | 7                 | 2             | 4             |   |   |              |                   |                   |              |              |  |
|  |             | José Daniel Bendeck   | José Daniel Bendeck  | 2           | 2           |  |  | 7             | Kevin King        | 65                | 6             | 6             |   |   |              |                   |                   |              |              |  |
|  | 7           | Kevin King            | Kevin King           | 6           | 6           |  |  |               |                   |                   |               |               |   |   |              |                   |                   |              |              |  |